# Segelfluggelände Nastätten

i7
i11
i13
Das Segelfluggelände Nastätten liegt in der Stadt Nastätten im Rhein-Lahn-Kreis in Rheinland-Pfalz.

## Flugbetrieb
Das Segelfluggelände ist mit einer 800 m langen und 30 m breiten Start- und Landebahn aus Gras (Richtung 08/26) ausgestattet. Es besitzt eine Betriebszulassung für Segelflugzeuge, Motorsegler und Ultraleichtflugzeuge. Der Start von Segelflugzeugen erfolgt per Windenstart oder Motorseglerschlepp. Der Halter und Betreiber des Segelfluggeländes ist der Aero-Club Nastätten e. V.

## Geschichte
Der Verein wurde 1951 unter dem Namen Aero-Club Wiesbaden e. V. gegründet und war ursprünglich in der Nähe von Taunusstein-Neuhof beheimatet. Das dortige Segelfluggelände musste 1974 aufgrund der über die Zeit gewachsenen Einschränkungen durch den Flughafen Frankfurt Main aufgegeben werden. Der Verein ist seitdem am 1974 erbauten Segelfluggelände Nastätten beheimatet. Im Jahr 1999 wurde der Verein in Aero-Club Nastätten e. V. umbenannt.